# 구로에정
구로에정(黒江町)은 와카야마현 가이소군에 있던 정이다. 1934년 5월 1일 히카타촌, 우쓰미정, 오노촌과 합병해 가이난시가 성립에 의해 폐지되었다.

## 역사
- 1889년 4월 1일 - 정촌제 시행에 수반해 나구사군 구로에촌이 성립하였다.
- 1896년 
  - 4월 1일 - 아마군, 나구사군과 합병해 가이소군이 되었다.
  - 7월 7일 - 정으로 승격해 구로에정이 되었다.
- 1934년 5월 1일 - 히카타촌, 우쓰미정, 오노촌과 합병해 가이난시가 성립하여, 동일 구로에정은 폐지되었다.